# Strigania lithophilus
Strigania lithophilus är en fjärilsart som beskrevs av Butler 1882. Strigania lithophilus ingår i släktet Strigania och familjen nattflyn. Inga underarter finns listade i Catalogue of Life.